# Partito Democratico Centrista
Il Partito Democratico Centrista in (francese: Parti Démocrate Centriste,  PDC) è un Partito politico in Ruanda.

## Storia
Il partito è stato istituito come Partito Democratico Cristiano in (francese: Parti Démocratique Chrêtien) nel 1991 da Jean-Népomuscène Nayinzira. Entrò a far parte del governo nel dicembre 1991 e gli fu affidato un solo posto ministeriale.
nella preparazione delle Elezioni presidenziali in Ruanda del 2003 il partito è stato messo al bando a causa di una legge costituzionale sulla proibizione di partiti a base religiosa. Il partito è stato ricostituito come Partito Democratico Centrista in tempo per prendere parte alle elezioni parlamentari del 2003, in cui si è alleato con il partito dominante il Fronte Patriottico Ruandese, vincendo tre seggi. Il leader del partito Alfred Mukezamfura è stato eletto presidente della camera dei deputati.
il partito ha mantenuto la sua alleanza con il Fronte Patriottico Ruandese per le elezioni parlamentari del 2008, ma ha perso due seggi. Nel 2009 Agnes Mukabaranga è stato eletto leader del partito dopo che Mukezamfura ha rassegnato le dimissioni dalla leadership del partito. Il partito ha mantenuto la sua alleanza con il Fronte Patriottico Ruandese per le elezioni parlamentari del 2013, in cui ha mantenuto il suo unico seggio